# Цуреки

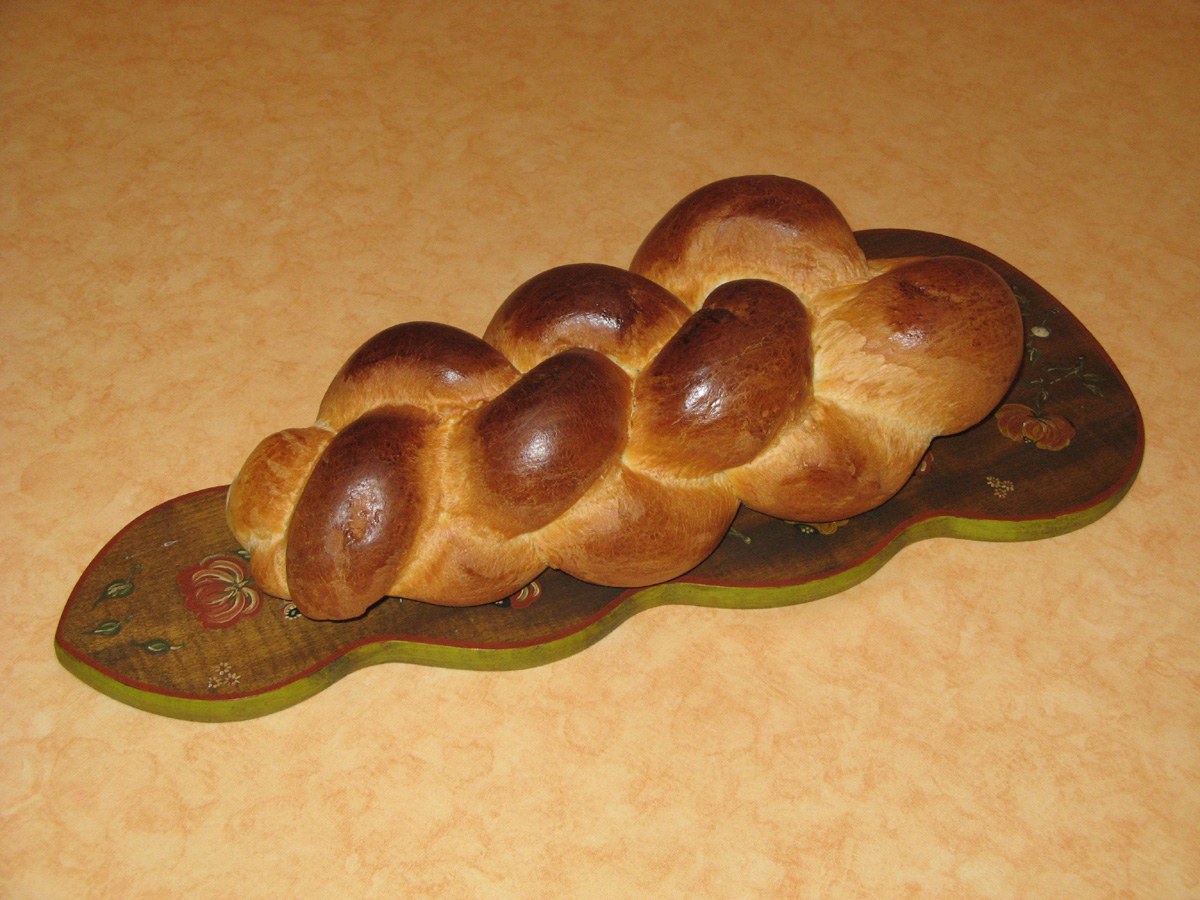
Масляная тесьма

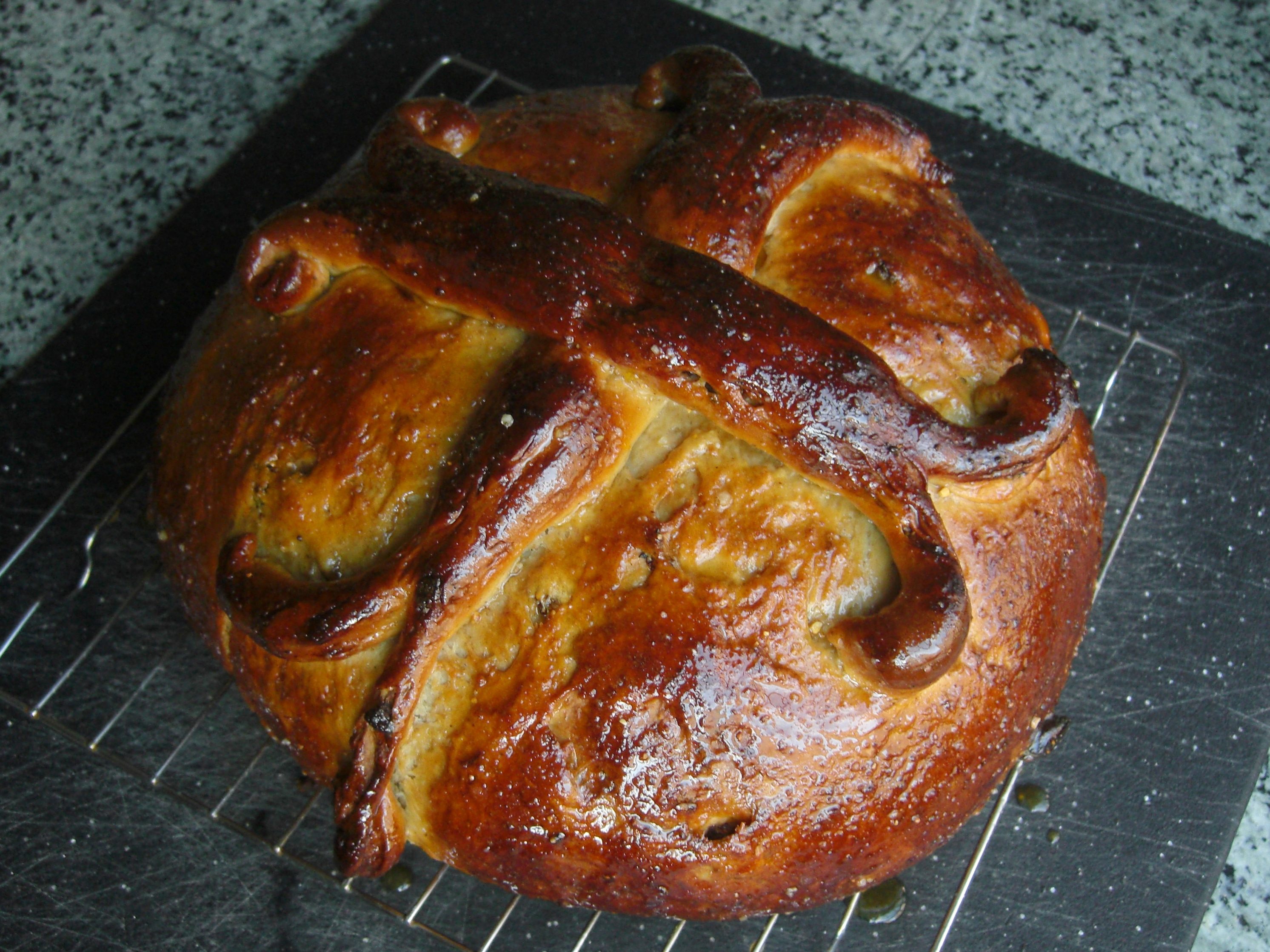
Цуреки

Цуреки (греч. Τσουρέκι), также корек, козунак, панарет — сладкий хлеб в странах Балкан и Кавказа.

## Греческая кухня
В Греции цуреки — традиционный пасхальный хлеб, аналог кулича или украинской паски.
Готовится на основе дрожжевого теста. К опаре добавляют сливочное масло, молоко, сахар, цукаты, изюм. Тесто вымешивается, делится на полоски, которые сплетаются в виде косички. Посыпается кунжутом или маком. Выпекается, обычно, в форме плетёнки, в середине пирога выкладываются варёные крашенные пасхальные яйца ярко-красного цвета. Реже готовится  круглой или крестоподобной формы. Пасхальные цуреки также называются лабропсомо или лаброкулурас.

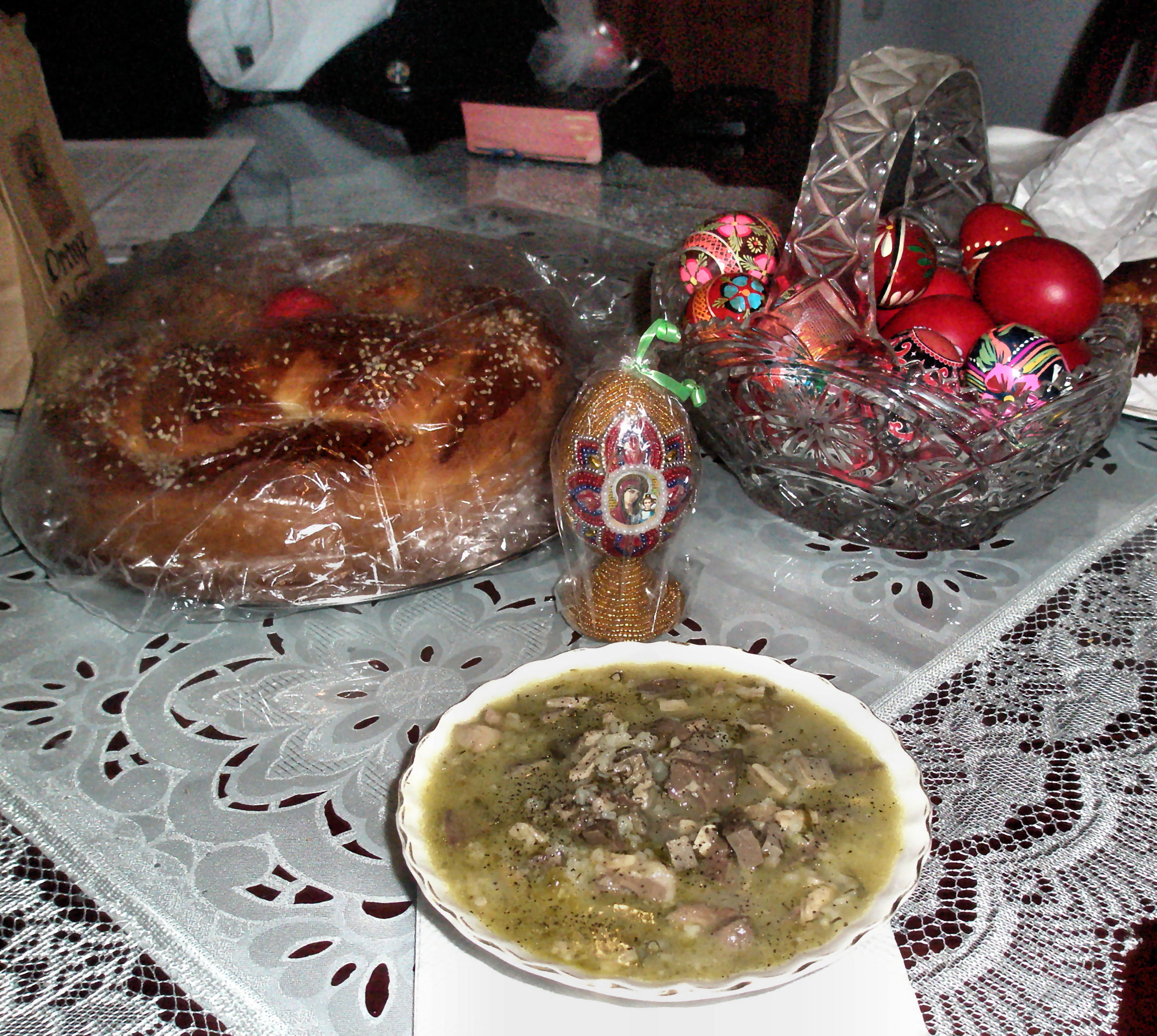
Пасхальные цуреки округлой формы

Существуют разные варианты цуреки: рождественский хлеб христопсомо (греч. Χριστόψωμο) и новогодний — василопита (греч. Βασιλόπιτα).